# Карчувка (Любуське воєводство)
Карчувка (пол. Karczówka, нім. Kalkreuth) — село в Польщі, у гміні Бжезьниця Жаґанського повіту Любуського воєводства.
Населення — 154 особи (2011).
У 1975-1998 роках село належало до Зеленогурського воєводства.

## Демографія
Демографічна структура станом на 31 березня 2011 року:
|          | Загалом | Допрацездатний вік | Працездатний вік | Постпрацездатний вік |
| -------- | ------- | ------------------ | ---------------- | -------------------- |
| Чоловіки | 72      | 15                 | 54               | 3                    |
| Жінки    | 82      | 19                 | 53               | 10                   |
| Разом    | 154     | 34                 | 107              | 13                   |